# La gitanilla
La gitanilla (A ciganinha, em português) é uma novela de Miguel de Cervantes, que abre sua coleção de relatos breves Novelas exemplares (Madri, Juan de la Cuesta, 1613).

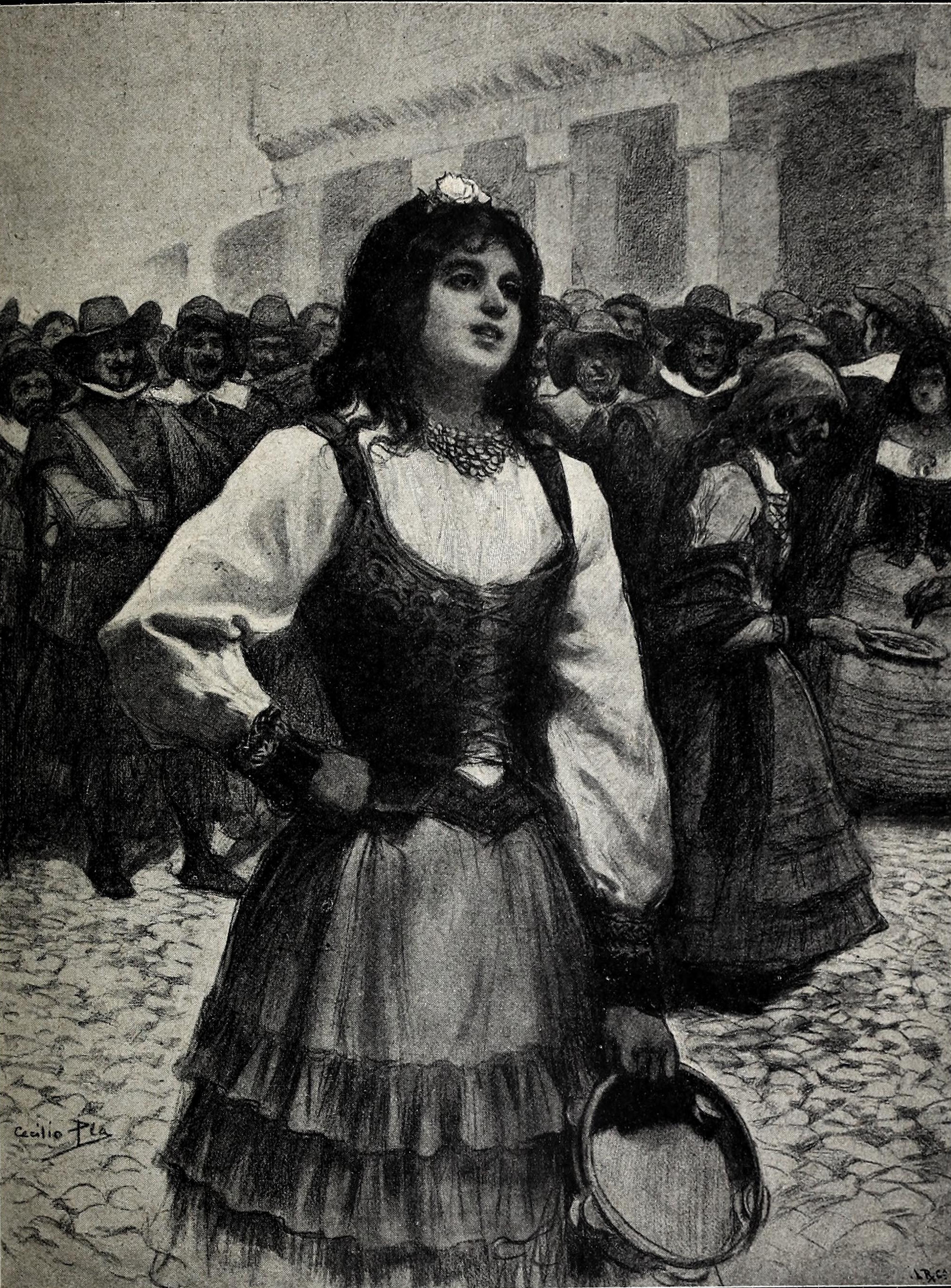
Cecilio Plá, La gitanilla

Esta novela, que segue a tradição italiana de novellieri criada por figuras como Giovanni Boccaccio e desenvolvida por autores como Matteo Bandello no renascimento italiano, é o pórtico do tomo em que Cervantes reuniu suas doze novelas de assunto amoroso intitulado Novelas exemplares. É também a mais extensa de todas elas. Nela se utiliza o conhecido recurso da anagnórise, através do qual a ciganinha é reconhecida no desenlace como de origem nobre. A jovem foi educada pelos ciganos e vive tocando e cantando para ganhar seu sustento, quando um nobre se enamora dela. Para segui-la, como prova de amor, aceita a vida nômade e marginal com ela, e, por fim, traz o reconhecimento da sua verdadeira condição. A novela acaba em feliz matrimônio entre iguais.
Joseph V. Recapito vê nesta novela "um ataque [de Cervantes] contra a posição oficial em relação aos ciganos como minoria na Espanha da época".